# Prácrito

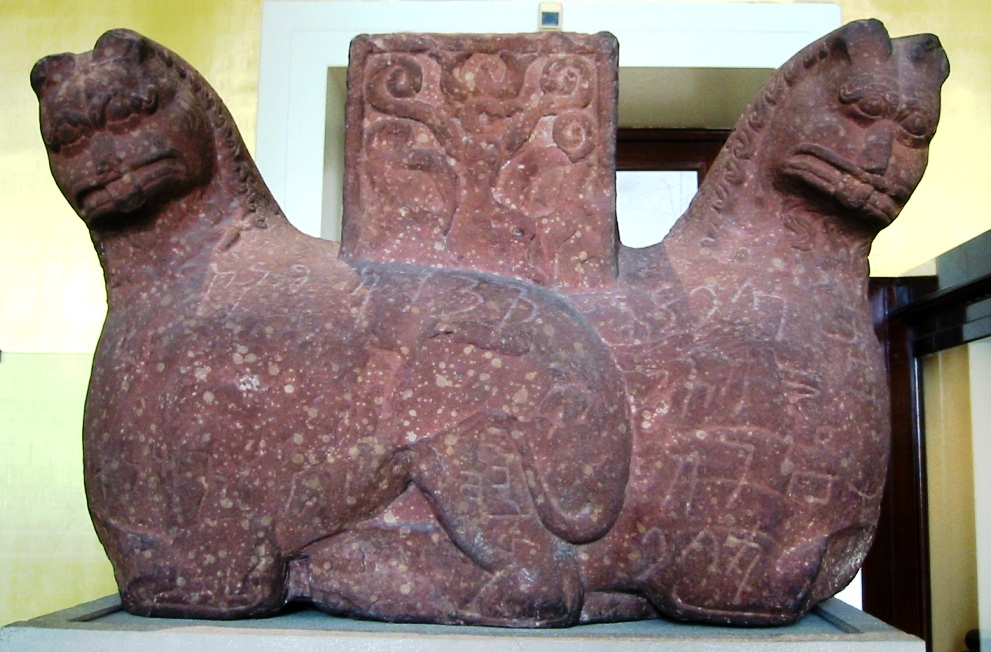
Capitel do século I encontrado em Matura com inscrições em prácrito em sistema de escrita caroste

O termo prácrito (em sânscrito, प्राकृत, transliterado prākṛta) designa a vasta família das línguas e dialetos índicos falados na Índia antiga, que possuíam um parentesco com o sânscrito. As línguas prácritas tornaram-se línguas literárias, tendo sido, geralmente, padronizadas pelos reis identificados com a casta dos xátrias, embora fossem tidas como ilegítimas pela ortodoxia brâmane. A mais antiga evidência do uso do prácrito são as inscrições de Asoca (304 a.C.-232 a.C.), imperador do norte da Índia. Enquanto as diferentes línguas prácritas estivessem associadas a diferentes dinastias, com diferentes tradições literárias e religiosas, nenhuma delas tinha qualquer caráter de "língua mãe" em qualquer área da Índia.

## Formas
"Prácrito" é, antes de qualquer coisa, um termo nativo que designa os "vernáculos", em oposição ao sânscrito. Alguns estudiosos modernos seguem esta classificação, incluindo todas as línguas indo-arianas centrais sob a designação de "prácritos", enquanto outros enfatizam o desenvolvimento independente dessas línguas, separadas do sânscrito principalmente por divisões de casta, religião e geografia.
Os três prácritos dramáticos – o sauraseni, o magádi e o maharashtri, bem como o prácrito jainista, representam, cada um, uma tradição distinta de literatura na história da Índia. Outros prácritos são relatados em fontes históricas, porém não são mais falados (por exemplo, o paisachi).
O ardhamagadhi ("meio magádi"), uma antiga forma do magádi que foi usada extensivamente para escrever as escrituras jainistas, é considerado frequentemente como sendo a forma definitivo do prácrito, enquanto as outras são consideradas variantes. Por isso, os cursos que ensinam o "prácrito" quase sempre ensinam ardhamagadhi.
O páli (a língua do budismo teravada) tende a ser tratado como uma exceção, já que os gramáticos clássicos (do sânscrito) não a consideram como um prácrito per se, presumivelmente mais por motivos sectários do que por razões linguísticas.

## Etimologia
De acordo com o dicionário de Monier Monier-Williams, os significados mais frequentes do termo prakṛta, do qual deriva "prácrito", são "original, natural, normal", e o significado do termo derivado prakṛti é "fazer ou colocar antes ou primeiramente, a forma ou condição natural de qualquer coisa, substância original ou primária". Em termos linguísticos, isso é usado para contrastar com saṃskṛta, "refinado". O prākṛta é tido como a língua "vernacular", em contraste com o status religioso e literário do sânscrito (saṃskṛtā), sendo que ambos os adjetivos (prakṛta e saṃskṛtā) se referem elipticamente a vāk, "linguagem". De acordo com outra interpretação, no entanto, prakṛta significa "derivado de uma origem", isto é, derivado do sânscrito. 

## Descrições tradicionais
Praticamente todos os estudantes de sânscrito são ensinados que o refinamento dessa língua (para se desfazer da influência de outras línguas índicas na língua padrão) foi um processo que durou várias gerações (tradicionalmente mais de mil anos) até ser considerada completa e perfeita.
Alguns estudiosos restringem o prácrito às línguas usadas pelos escritores hindus e jainistas; outros incluem as línguas budistas, como o páli e o sânscrito híbrido budista, bem como os prácritos escritos. Outros prácritos incluem o gandari e o paisachi, que são conhecidos através dos depoimentos de gramáticos. As línguas modernas do norte da Índia se desenvolveram a partir do prácrito, depois do estágio intermediário representado pela língua apabrança.